# El Guedid
El Guedid è un comune dell'Algeria, situato nella provincia di Djelfa.